# Avelino León Hurtado
Avelino León Hurtado (Chanco, 1913 - Santiago, 1984) fue un abogado y jurista chileno de destacada trayectoria.
Cursó sus estudios en la Facultad de Ciencias Jurídicas y Sociales de la Universidad de Concepción, donde fue condecorado como el mejor alumno de su generación. Luego, entró a hacer clases en la cátedra de Derecho Civil. Fue secretario general de esa casa de estudios en 1946 y también fue abogado integrante de la Corte de Apelaciones de Concepción.
En 1958 es contratado por la Universidad de Chile y se traslada a Santiago a hacer clases en la Facultad de Derecho. Luego se convirtió en el director del Departamento de Derecho Privado de esa facultad y más tarde en director de la Escuela de Pregrado.
Fue elegido Decano de la Facultad de Derecho en 1983, un año antes de su muerte. También fue distinguido por la universidad con el título de Profesor Emérito por su aporte al estudio del Derecho.
Padre del profesor de derecho internacional privado Avelino León Steffens.

## Publicaciones
Entres sus obras, destacan tres libros de derecho civil, que son considerados básicos para entender la idea de acto jurídico:[cita requerida]
- La voluntad y la capacidad en los actos jurídicos, Editorial Jurídica de Chile, 1ª ed. 1952; 2ª ed. 1962; 3ª ed. 1979; 4ª ed. 1991.
- El objeto en los actos jurídicos, Editorial Jurídica de Chile, 1958.
- La causa, Ed. Jurídica de Chile, 1962.

Otras obras destacadas son:
- El mutuo mercantil, Memoria de Prueba, U. de Concepción, Tipográfica Salesiana (1937).
- Valor de la jurisprudencia, Revista de Derecho y Jurisprudencia, Tomo LXI (1958)
- Trasplante de órganos humanos ante el Derecho Civil, Revista de Derecho, Jurisprudencia y Ciencias Sociales, Tomo LXV, p. 102-108 (1968).
- El tenor literal en la interpretación de la ley, Revista de Derecho de la Universidad de Concepción, Vol. 4, N.º 12 p. 224-229, en conjunto con Fernando Mujica (1968).
- La familia y la capacidad de la mujer casada, discurso de incorporación al Instituto de Chile (1975).